# Logroño (Ecuador)
Logroño o Logroño de los Caballeros es una ciudad de Ecuador. Logroño, tierra de caballeros, bicultural-bilingüe y cantón amazónico de la provincia de Morona, localizada en el este del Ecuador. 
Se encuentra a 47 km de Macas, capital de la provincia. 

## Historia
Por encargo del capitán Juan de Salinas su sobrino Bernardo de Loyola fundó la ciudad Logroño de los Caballeros en el año 1574 -posiblemente en diciembre- en la confluencia del río Paute con el Zamora. Esta ciudad junto a Sevilla de Oro fueron fundaciones designadas debido al impedimento de avanzar en la conquista al oriente de la Gobernación de Yaguarzongo.

### El camino de Cuenca a Logroño
A finales del siglo XVII Antonio Sánchez de Orellana y Ramírez de Arellano, I marqués de Solanda y gobernador de Maynas, había abierto un camino directo desde la ciudad de Loja a la de San Francisco de Borja, inaugurado en 1694. Posteriormente llegó a la conclusión de que se debía abrir una nueva ruta de comunicación entre Borja y la ciudad de Cuenca a través del poblado de Sigse, para lo que se debía volver a fundar la ciudad de Logroño de los Caballeros, que serviría como punto medio de la ruta.
Regresó entonces el Marqués a Loja para iniciar la titánica empresa, que más tarde lograría consolidarse parcialmente bajo su vigilancia personal. Lamentablemente la ruta no fue concluida debido a que no se logró hacer el contacto con el sacerdote que debía llegar desde Borja con un grupo adicional de personas para refundar la ciudad de Logroño por la merced de la Iglesia católica.

### sigloXX
Hoy ciudad de Logroño ha estado habitado desde hace más de 500 años por nacionalidad shuar. Las tierras fueron avistadas por los primeros misioneros 1930, décadas en la que comenzaron los contactos con los colonizadores de la sierra ecuatoriano (Azuay y Cañar). El primer asentamiento de los misioneros evangélicos fueron ubicarse al sur de Logroño(hoy Centro Shuar Chuupiankas) y, los otros misioneros católicos se ubicaron en las tierras que hoy es la ciudad de Logroño. Desde y hasta la década 1940 no existía los hispano hablantes (mestizos) y desde esa década en forma paulatinamente fueron llegando hasta conformación denominada “Comité de Embellecimiento y Parroquialización de Logroño”, encargada de gestionar para parroquialización de Logroño y se dio el 16 de septiembre de 1955. Tras 36 años de vida parroquial por su experimentación, posición geográfica y posibilidad de comercio, inicia la gestión para la cantonización (14 de octubre de 1992) cumpliendo su objetivo se publica en el registro oficial del 22 de enero de 1997, Logroño alcanza su cantonización y su representatividad política-administrativa.
Establecimiento de colonizadores, shuar experimentó asentamientos por parte de nuevos colonos, dueños de medios económicos, y sufrió un periodo de intensas contiendas civiles y culturales. En 1940, muchos habitantes shuar, preocupado por los abusos sobre derecho de sus tierras y los problemas concernientes a la costumbre, fueron aceptando ofertas impositivas de los colonos para abandonar sus tierras e irse y ubicarse a lado este del río Upano, los unos y, los otros infiltrándose a la selva amazónica de Yaupi.
Pese la interdependencia administrativa entre la ciudad de Logroño y sus dos parroquias, es directa, dificulta la relación física con el centro parroquial de Yaupi por la presencia de la cordillera de Kutukú. Para llegar allí se da viaje en avión o transporte terrestre y fluvial pasando por Tiwintza otro cantón ubicado al sureste.
El primer alcalde de Logroño fue, Ingeniero Jorge Enríquez, militante de un partido político de la Izquierda Democrática para el periodo 1997-2001, oriundo de la ciudad de Quito, partidario de la segunda fuerza política del ecuador en aquel entonces. Para el segundo periodo administrativo 2001-2005 fue de un movimiento MINGA. Para el tercer periodo administrativo 2005-2009 se elige de un movimiento Plurinacional Pachakutik, al Profesor Gregorio Unkuch primer Alcalde shuar de Logroño. Seguido el señor Lic. Galo Utitiaj,  perteneciente al Movimiento Plurinacional Pachakutik, periodo de administración 2009- 2014. La administración 2014-2019 estuvo bajo la dirección de Rosendo Nurinkias y para el periodo 2019-2023 con una segunda administración de Gregorio Unkuch.
En periodo actual esta bajo la dirección de la economista Sandra Melina Barahona Rojas, quien llegó al sillón municipal como candidata del movimiento Pachakutik. Siendo la primera alcaldesa del cantón a la edad de 31 años.

## Población

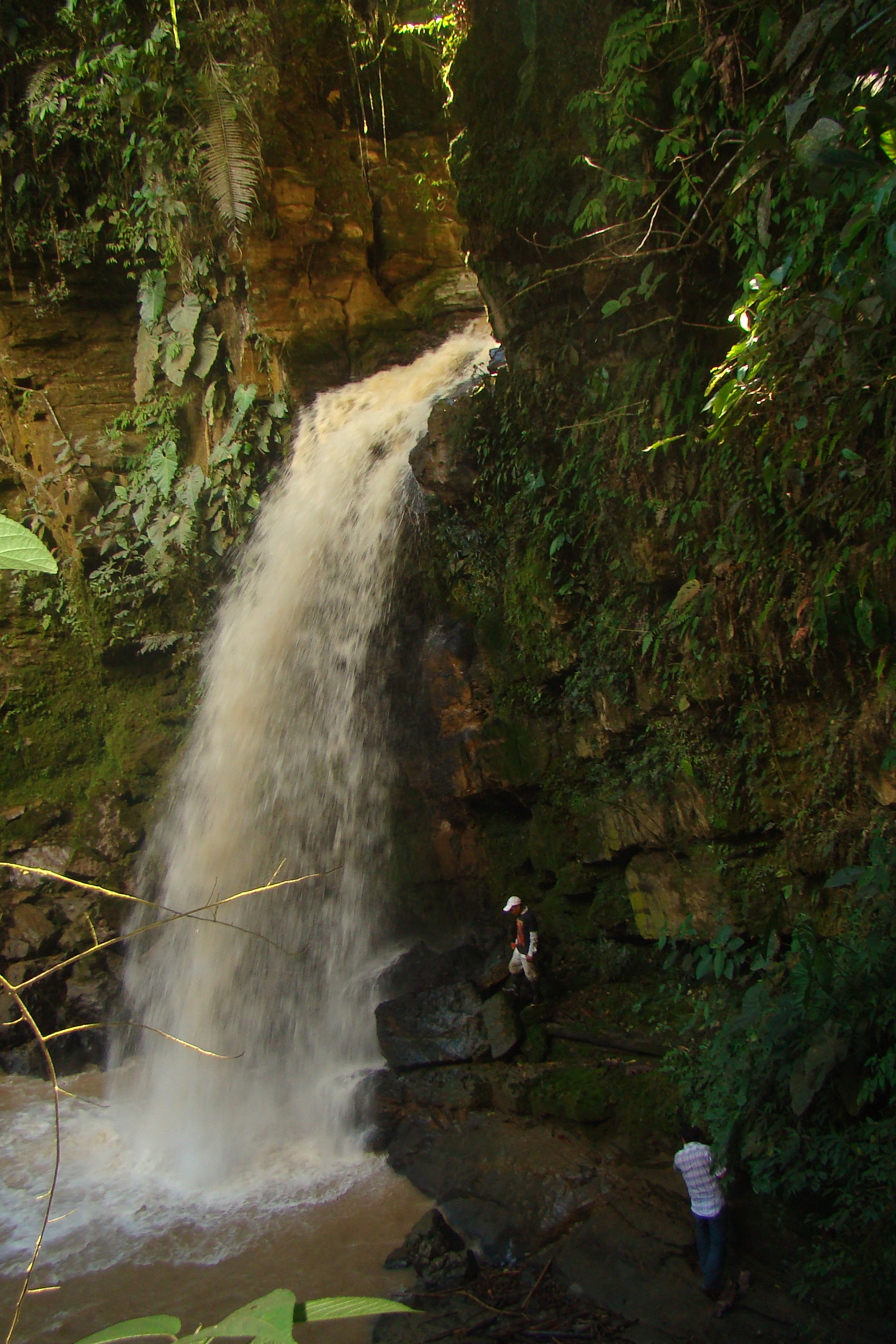
Cascada Chumpiankas

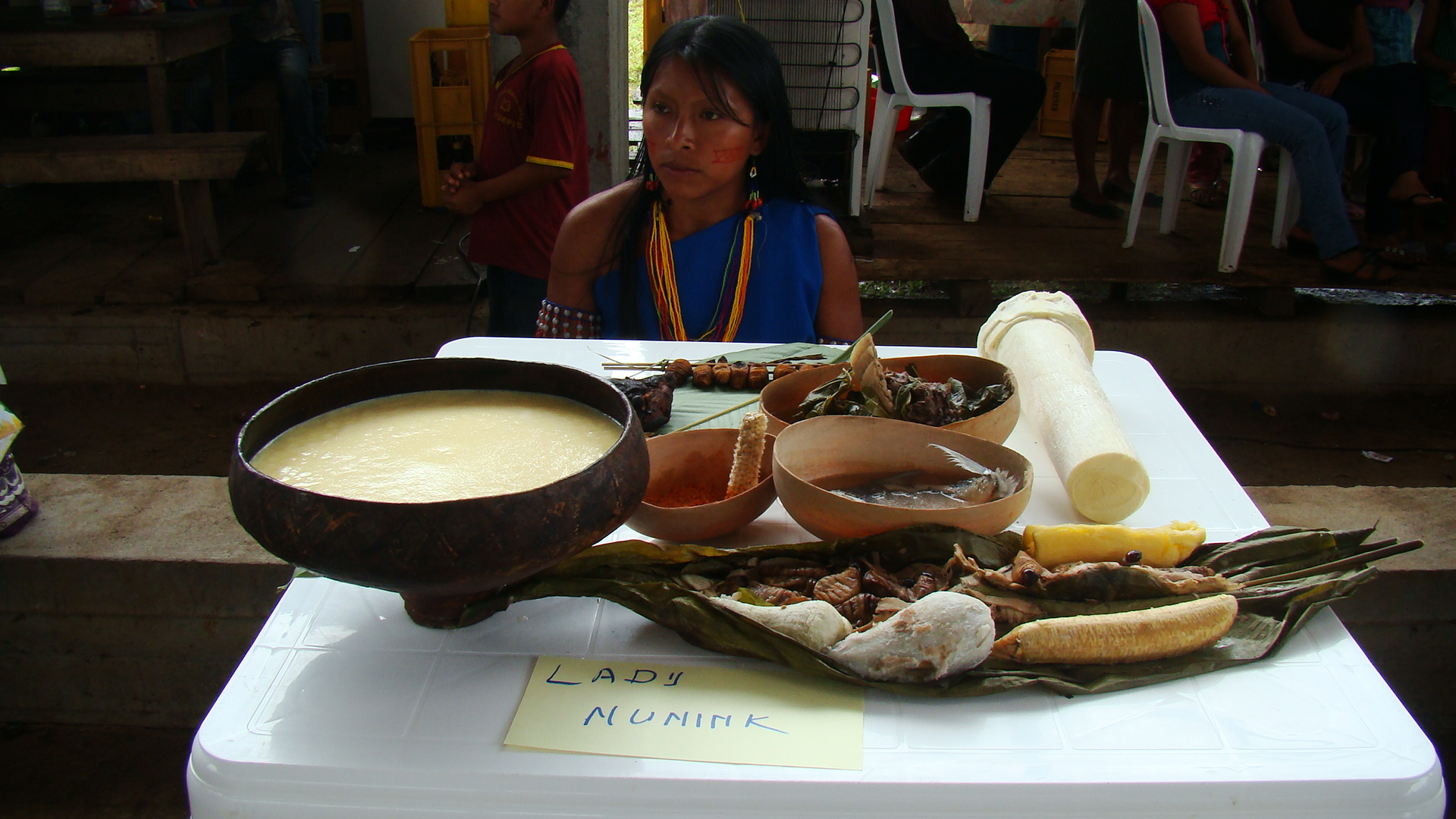
Comida Típica Shuar

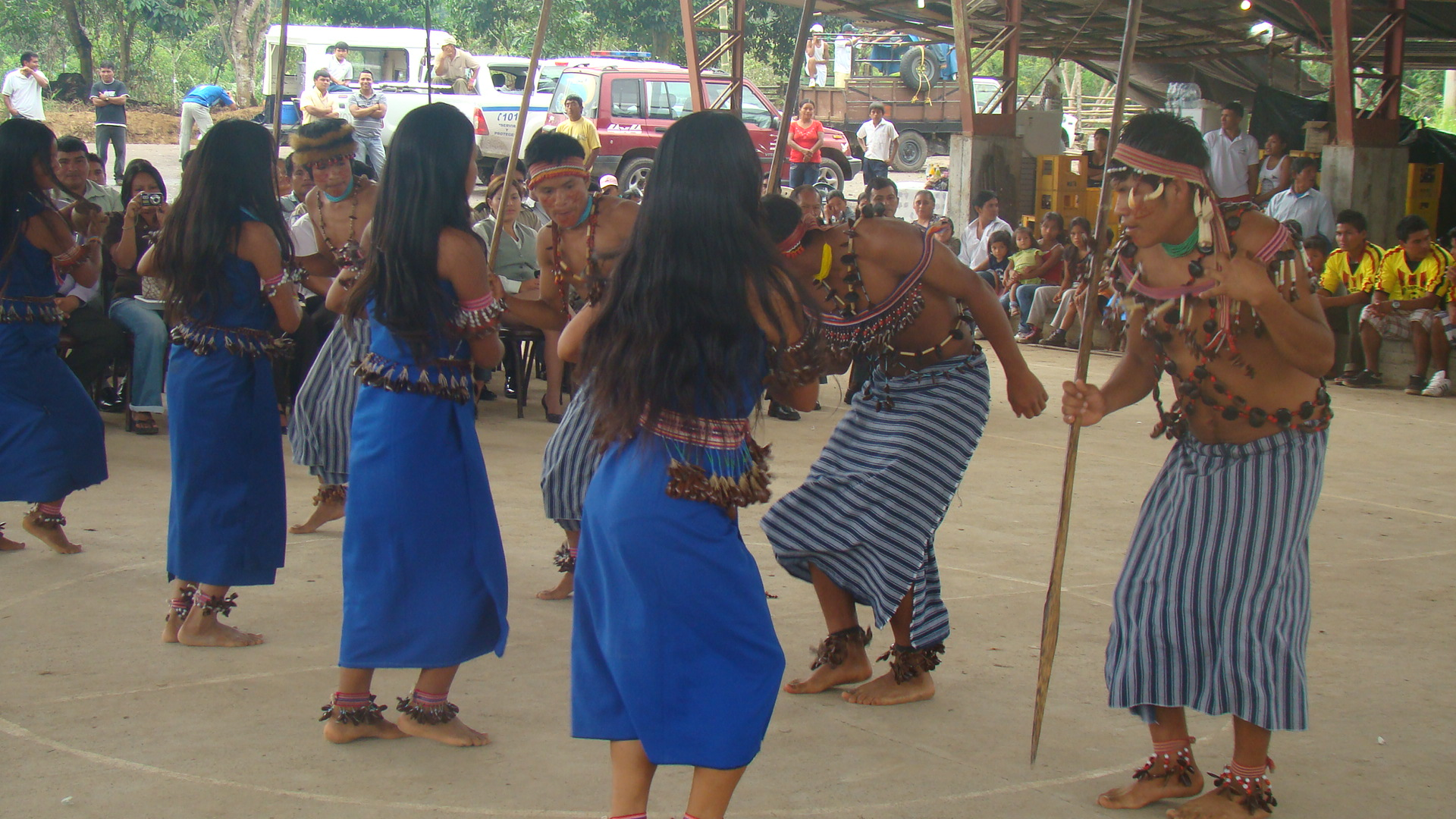
Danza Shuar

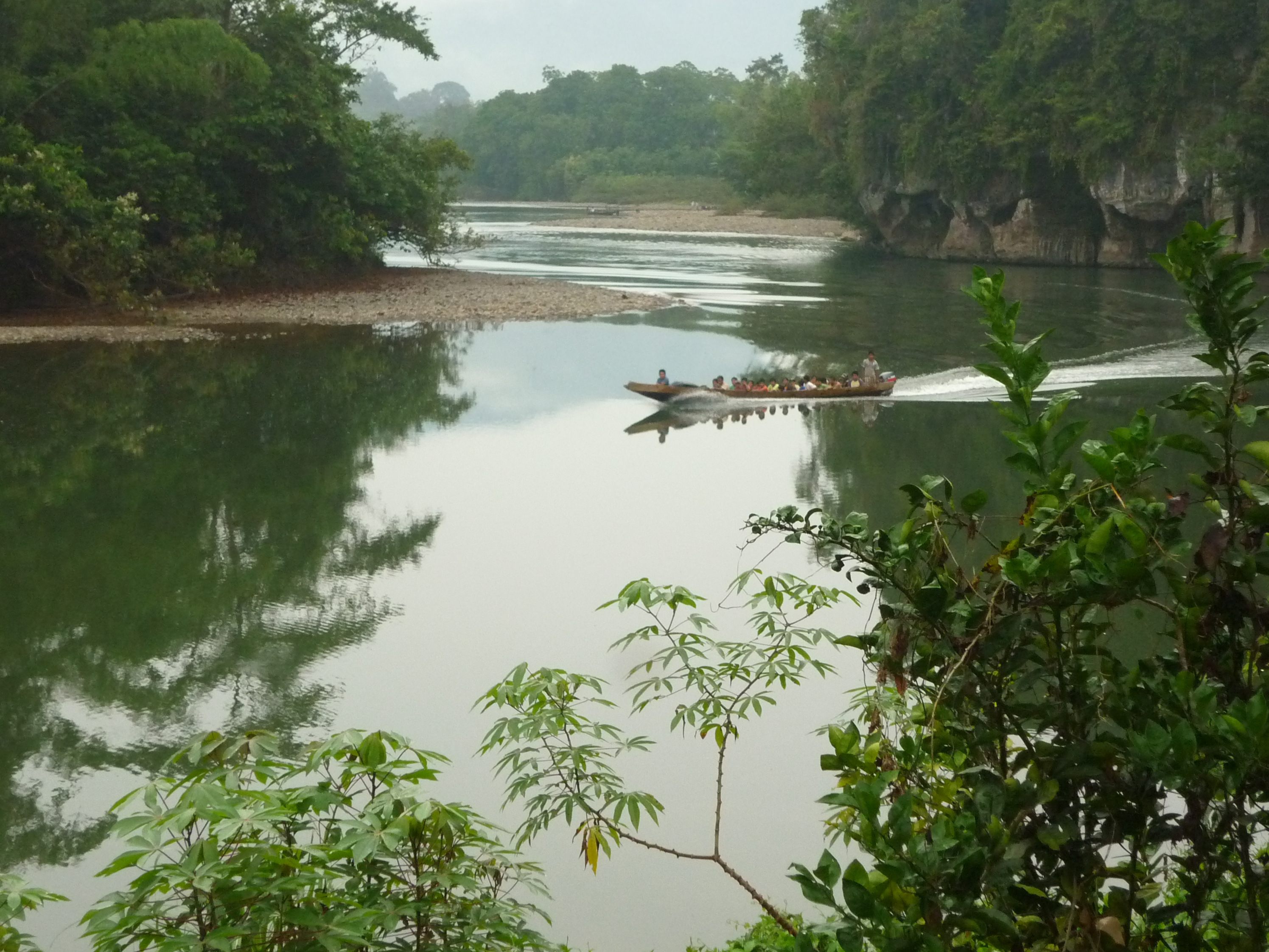
Río Yaupi a Laguna de Kumpak

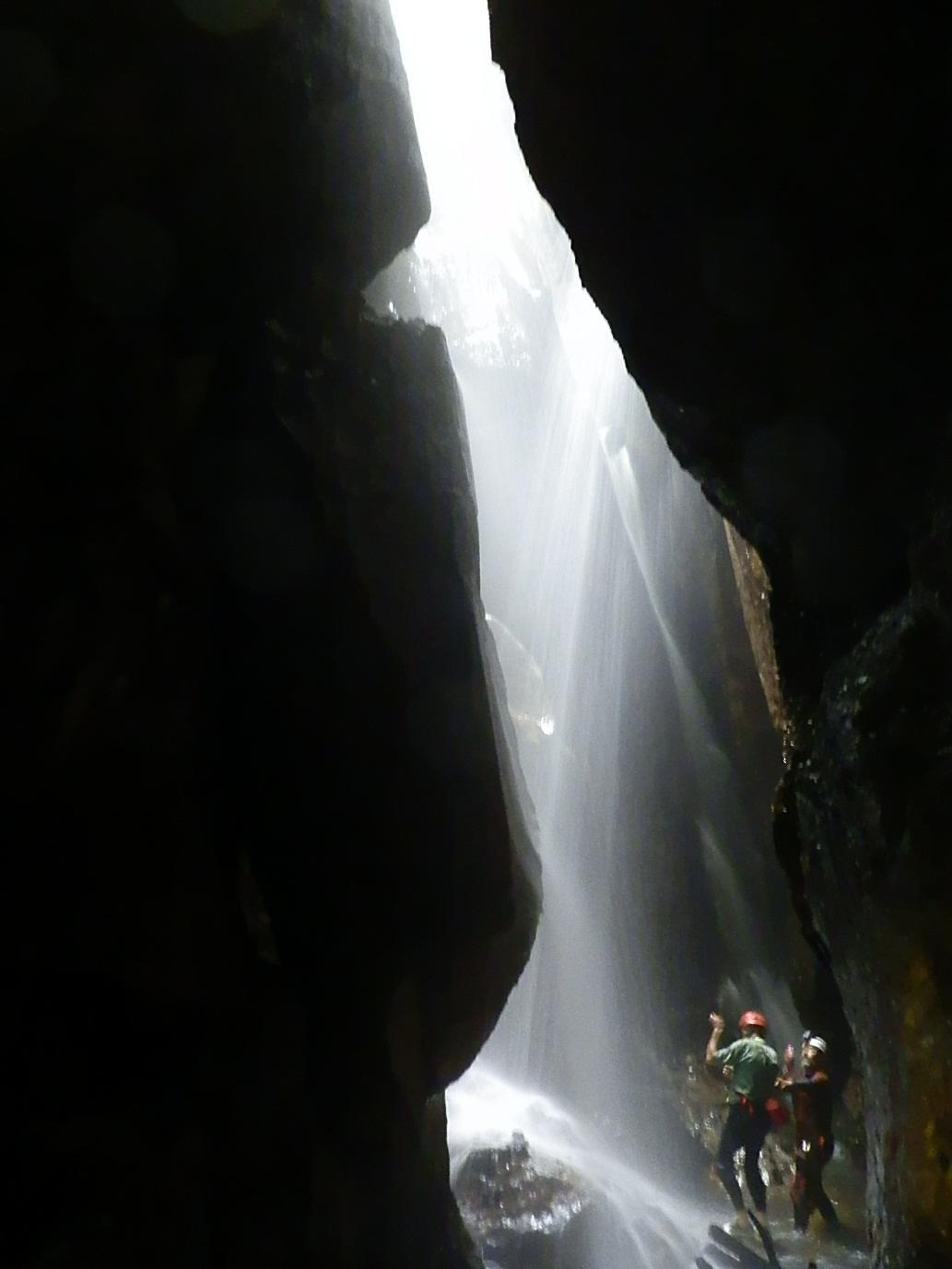
Caverna de las Cascadas

La población es de 1.482 habitantes, con una densidad de 5,80 hab./km². La población nativa o nacionalidad shuar de Logroño constituye aproximadamente el 70% de la población total y la población de origen mestiza alrededor del 30%. Antes de la fundación de Logroño de 1935, la población de origen mestiza no existía, proveniente de Azuay y Cañar en busca de tierras para su subsistencia, llegaron y se ubicaron en territorio shuar donde hoy se encuentran situados solamente en la cabecera cantonal Logroño, ciudad principal del cantón. A partir de 1930 muchos nativos abandonaron sus tierras de que hoy es ciudad de Logroño por la colonización y no concordar la cultura ajena de sus costumbres, ubicándose al margen este del río Upano, los unos y, los otros tras la cordillera de Kutukú(Yaupi).
En la nacionalidad shuar también hay dos grupos organizativos unos que pertenecen a la Federación Interprovincial de Centros Shuar, FICSH, que representa 85% de la población total shuar. Otros de la Federación Independientes del Pueblo Shuar del Ecuador, FIPSE, el 15% de la población total. En las comunidades shuar practican medicina tradicional y chamanismo.

## Religión
Entre la población cristiana, alrededor del 75% del total, destacan como grupos mayoritarios los católicos. Los evangélicos o protestantes comprenden el 25% de la población.

## Idiomas
Los idiomas principales son el shuar chicham y el español, como idiomas oficiales. Solamente hay enseñanza primaria y medio en el cantón. Sistema de educación bilingüe (shuar-español en territorio shuar), y monolingüe en español en la cabecera cantonal.

## Economía
Es principal e importante el sector agrario y pecuario dentro de la economía cantonal; destacan los cultivos de azúcar, yuca, plátano, papaya, arroz, cacao, maíz, palmas de fibras (materia prima para escobas). La ganadería cuenta con vacunos de diferentes razas: holstein, brown swiss y Charoláis, porcinos: cuyes y aves de coral. El sector industrial se basa en productos madereros y fibra. La industria artesanal está entre sus productos que destacan redes de pescar, alfarería, y artesanías shuar con productos del medio. Los habitantes de Logroño son también hábiles carpinteros, albañiles, armadores, granjeros. Logroño oferta caña de azúcar, madera, fibras, productos agrícola y pecuario. 

## Territorio y Recursos
Las parroquias y más importantes por su potencialidad turísticas son Yaupi y Shimpis, que juntas suponen más del 85% de la superficie total. Parroquia Logroño es cabecera parroquial destacada por ser lugar histórico. Las Logroño y Shimpis están situados en la valle del río Upano, entre las cordilleras: KutuKú por el este y cordillera andina por el oeste. Yaupi se ubica a otro lado de la Cordillera Kutuku. En territorio Shimpis se encuentran cascadas o Tuna (lugares sagradas de shuar) del río Chiwias, agua cristalina, cuevas y bosques tropical natural.

## Lugares turísticos
La diversidad en clima y topografía del cantón Logroño hace que cuente con abundantes potencialidades turísticas especialmente en turismo de aventura. Abundan los atractivos turísticos en torno a la selva y sus encantos y también los vinculados a los grupos étnicos Shuar(actualmente autodenominado nacionalidad shuar) y otro; y, sus costumbres. Paisajes y parajes como la Caverna de las Cascadas, Cascada Chumpiankas, Chupiankas Comunidad Shuar, Laguna de Kumpak, Comuna Grande, Río Upano y Parque de Logroño. 